# 三得利太陽鳥大阪
三得利太陽鳥大阪（日语：サントリーサンバーズ大阪）是位於日本大阪府大阪市的男子排球隊。球隊成立於1973年，擁有者為三得利，前稱為三得利太陽鳥。

## 榮耀
- V聯賽
  - 冠軍 (10): 1994-1995、1999-2000、2000–2001、2001-2002、2002-2003、2003–2004、2006-2007、2020-2021、2021-2022、2023-24
  - 亞軍 (6): 1984-1985、1990-1991、2005–2006、2010–11、2014–15、2022–2023
- 黑鷲旗全日本男女排球大會
  - 冠軍 (10): 1979、1985、1991、1995、2000、2013、2015、2019、2022、2024
  - 亞軍 (4): 1986、1992、1999、2023
- 天皇杯·皇后杯全日本排球選手權大會
  - 冠軍 (1): 2010
- 亞洲男子排球俱樂部錦標賽
  - 冠軍 (1): 2023
  - 亞軍 (2): 2001、2022

亞俱杯的獲獎花束為藍色玫瑰，恰好是三得利公司在2004年培育成功的

## 球員暨職員名單

### 2024/25賽季球員名單
◎S：舉球員（Setter）、OH：主攻手（Outside Hitter）、MB：快攻手（Middle Blocker）、OP：舉球員對角（Opposite）、L：自由球員（Libero）。

### 2024/25賽季職員名單
| 職稱                    | 姓名          | 備註 |
| ----------------------- | ------------- | ---- |
| 高級團長                | 下村真三      |      |
| 執行董事                | 水谷徹        |      |
| 總經理（GM）            | 栗原圭介      |      |
| 團隊團長                | 津曲勝利      | 新任 |
| 顧問                    | 山村宏太      | 新任 |
| 總教練                  | Olivier Lecat | 新任 |
| 教練                    | 米山達也      |      |
| 經紀人                  | 加藤久典      |      |
| 團隊醫生                | 樋口直彦      |      |
| S&C教練                 | 工藤建太      |      |
| 運動治療師              | 樋口雅一      |      |
| 理學療法士              | 李滝二        |      |
| 分析師                  | 柳川辰真      |      |
| 分析師                  | 武田蓮        | 新任 |
| 翻譯                    | 小川猛        |      |
| 運營/粉絲事業管理       | 松崎廣光      |      |
| 運營/粉絲事業管理       | 高橋賢        |      |
| 區域協作/合作伙伴業務組 | 吉田讓        |      |
| 區域協作/合作伙伴業務組 | 山本和史      |      |
| 區域協作/合作伙伴業務組 | 秋本浩樹      |      |

## 過往知名選手
| - 大古誠司 - 神林正文 - 荻野正二 - 栗原圭介 - 桑田鎮典 - 西田靖宏 - 上田剛史 - 佐佐木太一 - 村上龍介 - 津曲勝利 - 吉田讓 - 柴田恭平 - 柴小屋康行 - 富士田裕大 - 金子隆行 - 阿部裕太 - 越川優 | - 山村宏太 - 酒井大祐 - 高橋賢 - 鈴木寛史 - 米山達也 - 塩田達也 - 鶴田大樹 - 柳田將洋 - 鮑勃·塞繆爾森 - Gilson Bernardo - Leonardo Lima Horvath Mello - Théo Lópes - André Nascimento - Wallace Martins - Evandro Motta Marcondes Guerra - 彭世坤 |

## 退休號碼
- Gilson Bernardo：16

## 外部連結
- V聯賽-隊伍頁面 （页面存档备份，存于）